# Juan Lucena Rivas
Juan Lucena Rivas (Baena, Còrdova, 4 de gener de 1895 - Puente Genil, Còrdova, 27 de juliol de 1936), fou un sacerdot espanyol. Se'l considera uns dels màrtirs de la persecució religiosa a la Diòcesi de Córdova entre 1936 i 1939.
Va ingressar al Seminari de San Pelagio de Còrdova l'any 1907, primer com a seminarista extern (vivia a casa del seu oncle Julián Rivas Rojano), i posteriorment ja com a intern. Fou confirmat el 16 de desembre de 1908 a la Parròquia de San Francisco y San Eulogio de Còrdova pel bisbe José Proceso Pozuelo y Herrero. A finals de 1916 és enviat a Roma a ampliar estudis, i es matricula a la Pontificia Universitat Gregoriana; a Roma, el 10 de març de 1918 és ordenat subdiaca pel bisbe Rafael Merry del Val. Rebé també el segon premi a l'Acadèmia Romana de Sant Tomàs d'Aquino. Aquella mateixa primavera torna a Còrdova.
Fou ordenat sacerdot el 14 de juny de 1919 pel bisbe Ramon Guillamet i Coma. El 16 d'octubre de 1923 és nomenat sacerdot de la Parròquia de Nostra Senyora de la Purificació de Puente Genil, i 3 de juny de 1928, després de superar l'examen del concurs particular, en pren possessió definitiva.
El 24 de juliol de 1936 fou detingut i empresonat en un vagó de l'estació de ferrocarril que servia de presó, juntament amb 19 presos més. El dia 27 fou traslladat al cementiri de Puente Genil, on fou afusellat. Les seves restes mortals foren tirades a una foguera.